# Silvan Zurbriggen
Silvan Zurbriggen (Brig, 15 augustus 1981) is een Zwitsers alpineskiër.

## Carrière
Zurbriggen maakte zijn internationale doorbraak bij de wereldkampioenschappen van 2003 in Sankt Moritz door op de slalom de zilveren medaille te winnen.
Hij neemt sinds het seizoen 2002/2003 regelmatig deel aan wereldbekerwedstrijden. Zijn eerste podiumplaats behaalde hij in december 2004 toen hij op de slalom in Sestriere tweede werd.
In 2006 nam hij deel aan de Olympische Winterspelen waar hij 15e werd op de slalom.
Zijn eerste wereldbekerwedstrijd won hij op 25 januari 2009 in het Oostenrijkse Kitzbühel door op de combinatie als eerste te eindigen. Hij wist mede door deze overwinning de zilveren medaille te bemachtigen in de wereldbeker.
Op de Olympische Winterspelen van 2010 won hij de bronzen medaille op de supercombinatie en werd hij 12e op de slalom.
Silvan Zurbriggen is een verre neef van de befaamde bergskiër Pirmin Zurbriggen (1963).

## Resultaten

### Wereldkampioenschappen
| Jaar | Plaats       | Resultaten                                              |
| ---- | ------------ | ------------------------------------------------------- |
| 2003 | Sankt Moritz | Slalom · 5e Combinatie                                  |
| 2005 | Bormio       | 5e Combinatie 7e Slalom                                 |
| 2007 | Åre          | 8e Supercombinatie 14e Super G DNF1 Slalom              |
| 2009 | Val-d'Isère  | 4e Supercombinatie DNF2 Slalom                          |
| 2011 | Garmisch-P.  | 12e Afdaling 13e Super G DNF Slalom DNF Supercombinatie |
| 2013 | Schladming   | 6e Afdaling DSQ Super G 7e Supercombinatie              |
| 2015 | Beaver Creek | 15e Combinatie                                          |

### Olympische Spelen
| Jaar | Plaats    | Resultaten                   |
| ---- | --------- | ---------------------------- |
| 2006 | Sestriere | 15e Slalom                   |
| 2010 | Vancouver | Supercombinatie · 12e Slalom |

### Wereldbeker

#### Eindklasseringen
| Seizoen   | Algm | AD  | SL    | RS  | SG  | SC     |
| --------- | ---- | --- | ----- | --- | --- | ------ |
| 2002/2003 | 54e  | -   | 18e   | -   | -   | -      |
| 2003/2004 | 30e  | -   | 13e   | -   | -   | 7e     |
| 2004/2005 | 24e  | 22e | 12e   | -   | 35e | -      |
| 2005/2006 | 49e  | 48e | 35e   | -   | 43e | 10e    |
| 2006/2007 | 13e  | 26e | 14e   | -   | 18e | 4e     |
| 2007/2008 | 66e  | 55e | 33e   | -   | 36e | 26e    |
| 2008/2009 | 18e  | 34e | 19e   | -   | 32e | Zilver |
| 2009/2010 | 8e   | 38e | Brons | 32e | 33e | 4e     |
| 2010/2011 | 6e   | 4e  | 18e   | 49e | 17e | 4e     |
| 2011/2012 | 33e  | 26e | -     | -   | 23e | 6e     |
| 2012/2013 | 75e  | 34e | -     | -   | 30e | 23e    |
| 2013/2014 | 72e  | 32e | -     | -   | 54e | 20e    |
| 2014/2015 | 62e  | 27e | -     | -   | -   | 15e    |

#### Wereldbekerzeges
| Datum            | Plaats      | Onderdeel  |
| ---------------- | ----------- | ---------- |
| 25 januari 2009  | Kitzbühel   | Combinatie |
| 18 december 2010 | Val Gardena | Afdaling   |